# Vis vien
Vis vien è un singolo della cantante lituana Jessica Shy, pubblicato il 21 marzo 2025 come primo estratto dal quarto album in studio Žvėris.

## Video musicale
Il video musicale, diretto da Adomas Kaikaris, è stato reso disponibile in concomitanza con l'uscita del brano attraverso il canale YouTube dell'etichetta.

## Tracce
Testi di Džesika Šyvokaitė ed Elzė Borsteikaitė, musiche di Linas Strockis, Karolis Labanauskas, Matas Beržinskas e Benas Aleksandravičius.
1. Vis vien – 2:38

## Formazione
- Jessica Shy – voce
- Karolis Labanauskas – produzione, mastering, missaggio
- Linas Strockis – produzione

## Classifiche
| Classifica (2025) | Posizione massima |
| ----------------- | ----------------- |
| Lituania          | 1                 |